# Distrito electoral de Goreville n.º 2
Goreville No. 2 (en inglés: Goreville No. 2 Precinct) es un distrito electoral ubicado en el condado de Johnson en el estado estadounidense de Illinois. En el Censo de 2010 tenía una población de 528 habitantes y una densidad poblacional de 20,49 personas por km².

## Geografía
Según la Oficina del Censo de los Estados Unidos, tiene una superficie total de 25.76 km², de la cual 25.24 km² corresponden a tierra firme y (2.01%) 0.52 km² es agua.

## Demografía
Según el censo de 2010, había 528 personas residiendo. La densidad de población era de 20,49 hab./km². De los 528 habitantes, estaba compuesto por el 98.67% blancos, el 0.19% eran afroamericanos, el 0% eran amerindios, el 0% eran asiáticos, el 0% eran isleños del Pacífico, el 0% eran de otras razas y el 1.14% pertenecían a dos o más razas. Del total de la población el 0.38% eran hispanos o latinos de cualquier raza.